# Crystal Bridges Museum of American Art
Le Crystal Bridges Museum of American Art est un musée consacré à l'art américain. Il est situé à Bentonville dans l'Arkansas. Sa construction a été financée par Alice Walton, une des héritières des fondateurs de Wal-Mart. Il est conçu par l'architecte Moshe Safdie et le bureau d'ingénieurie Buro Happold. Il a ouvert le 11 novembre 2011. Il a une superficie de 20 200 m2.

## Collections
Les collections se concentrent sur l'Art américain a travers les époques.

### Portrait d'Abigail Franks et sa famille
Le musée possède une série de portraits représentant Abigail Franks, épistolière américaine du XVIIe siècle, et sa famille. La série de sept portraits est traditionnellement interprétée comme une représentation de trois générations de membres de la famille Frank-Levy, bien que certains chercheurs aient depuis remis en question l'identité des modèles.

Ces portraits sont présentés dans des cadres originaux et sont présentés comme « les plus anciens portraits de juifs américains coloniaux conservés et également les plus anciens portraits de séries familiales à avoir survécu »

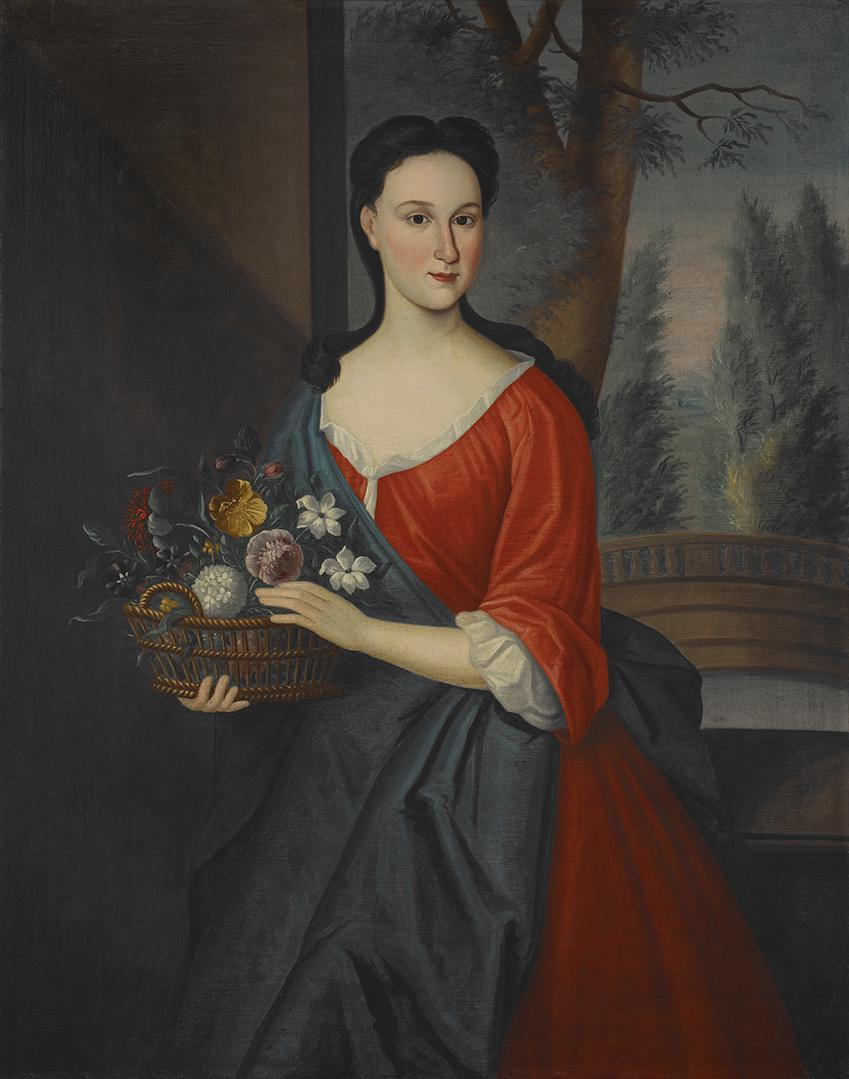
Richa Franks
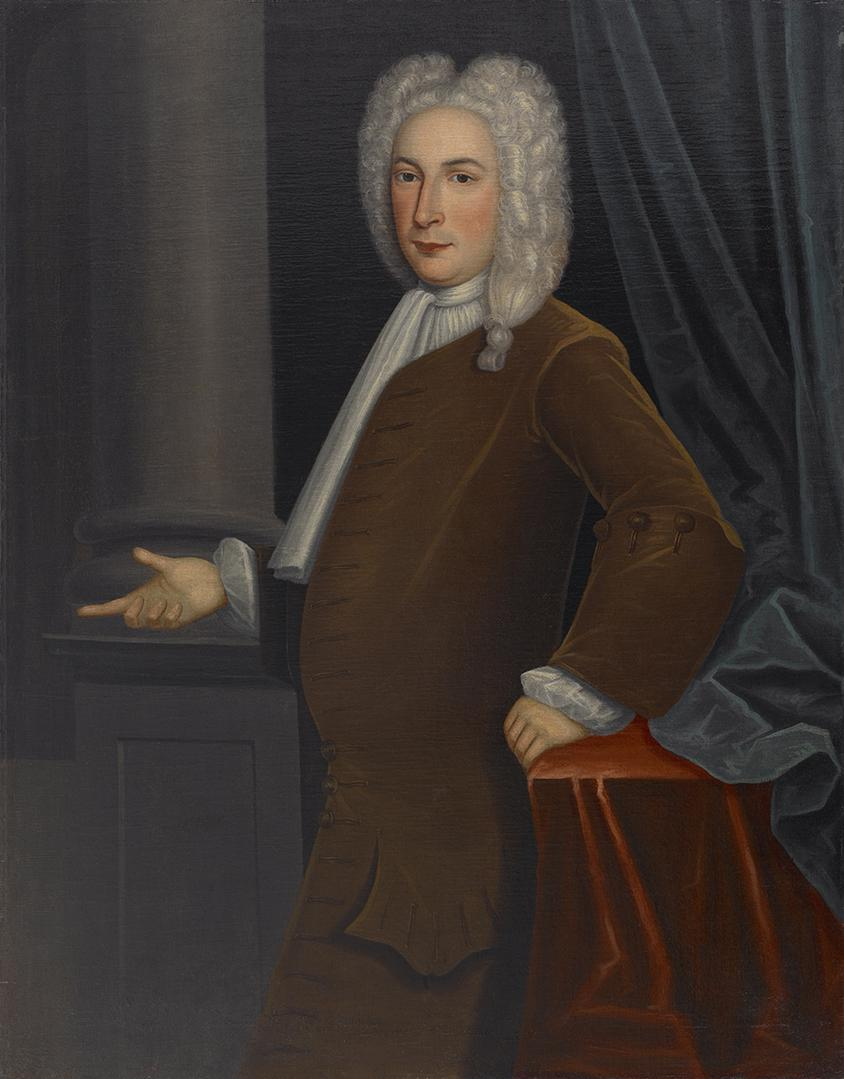
Jacob Franks
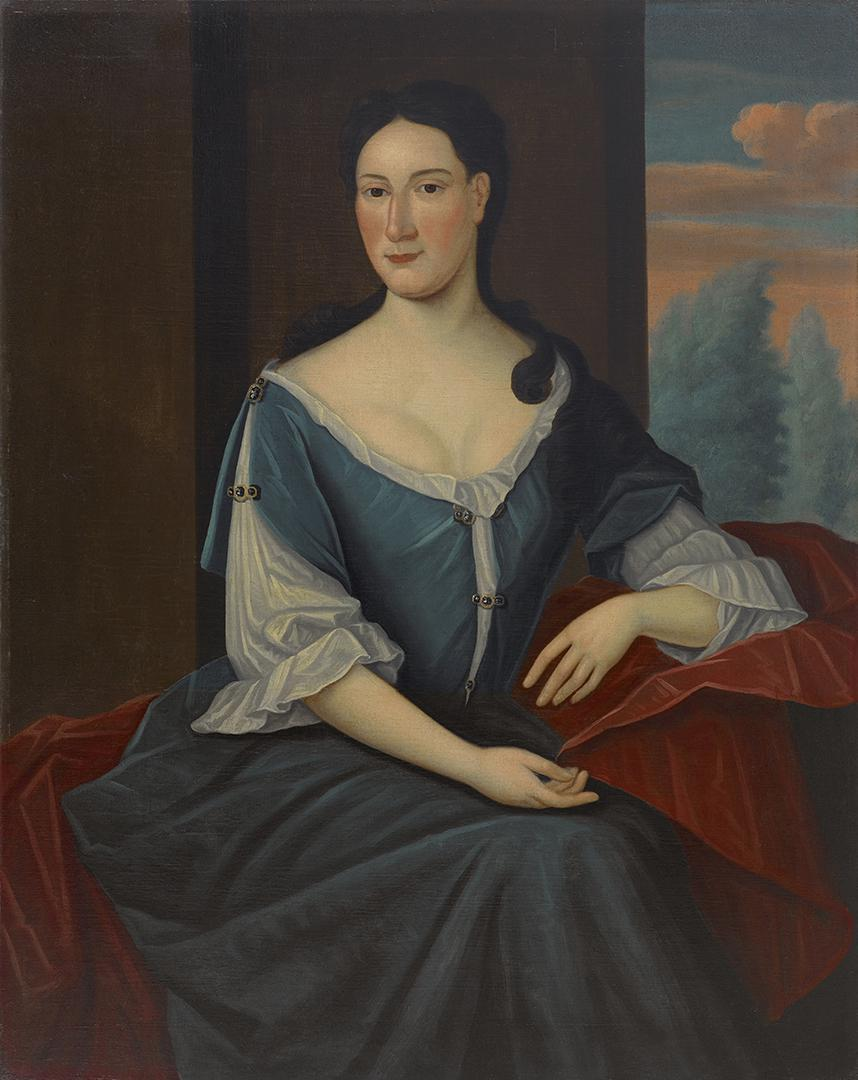
Abigail Franks

Les portraits - représentant Moses Levy, Grace Mears Levy, Jacob Franks, Abigail Franks, Naphtali Franks et deux autres enfants d'Abigail et Jacob - auraient été peints dans les années 1720 et 1730 par Gerardus Duyckinck. Ces portraits présentent « le costume, le fond et la pose» propres aux portraits classiques d'aristocrates anglais et ne donnent aucune indication sur la religion des sujets. À l'arrière plan du portrait de Moses on peut voir un bateau, symbole de son succès dans le commerce et de la richesse de la famille. Les Levy et les Franks, qui vivaient tous au début du XVIIIe siècle à New York étaient membres éminents de la petite, mais influente, communauté juive de la ville.

### Portraits de George Washington
Le musée possède deux portraits de George Washington, premier président des États-Unis. 

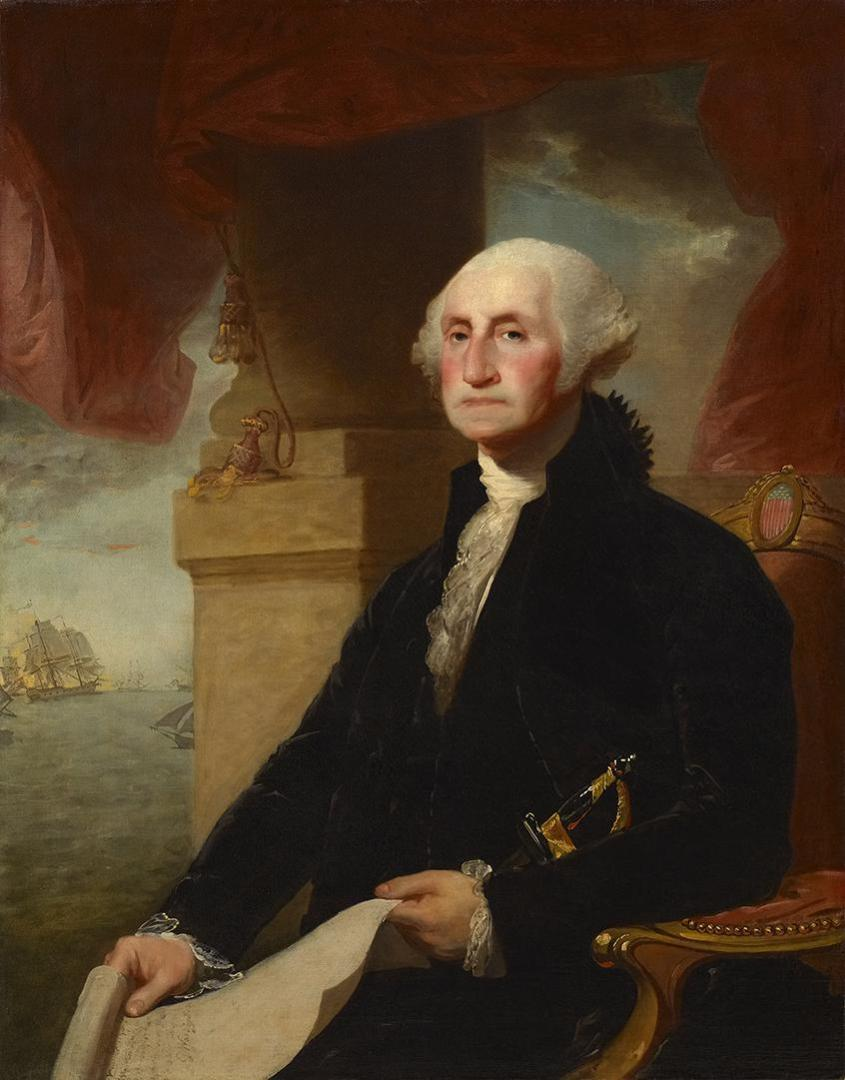
George Washington, The Constable-Hamilton Portrait, par Gilbert Stuart, 1797
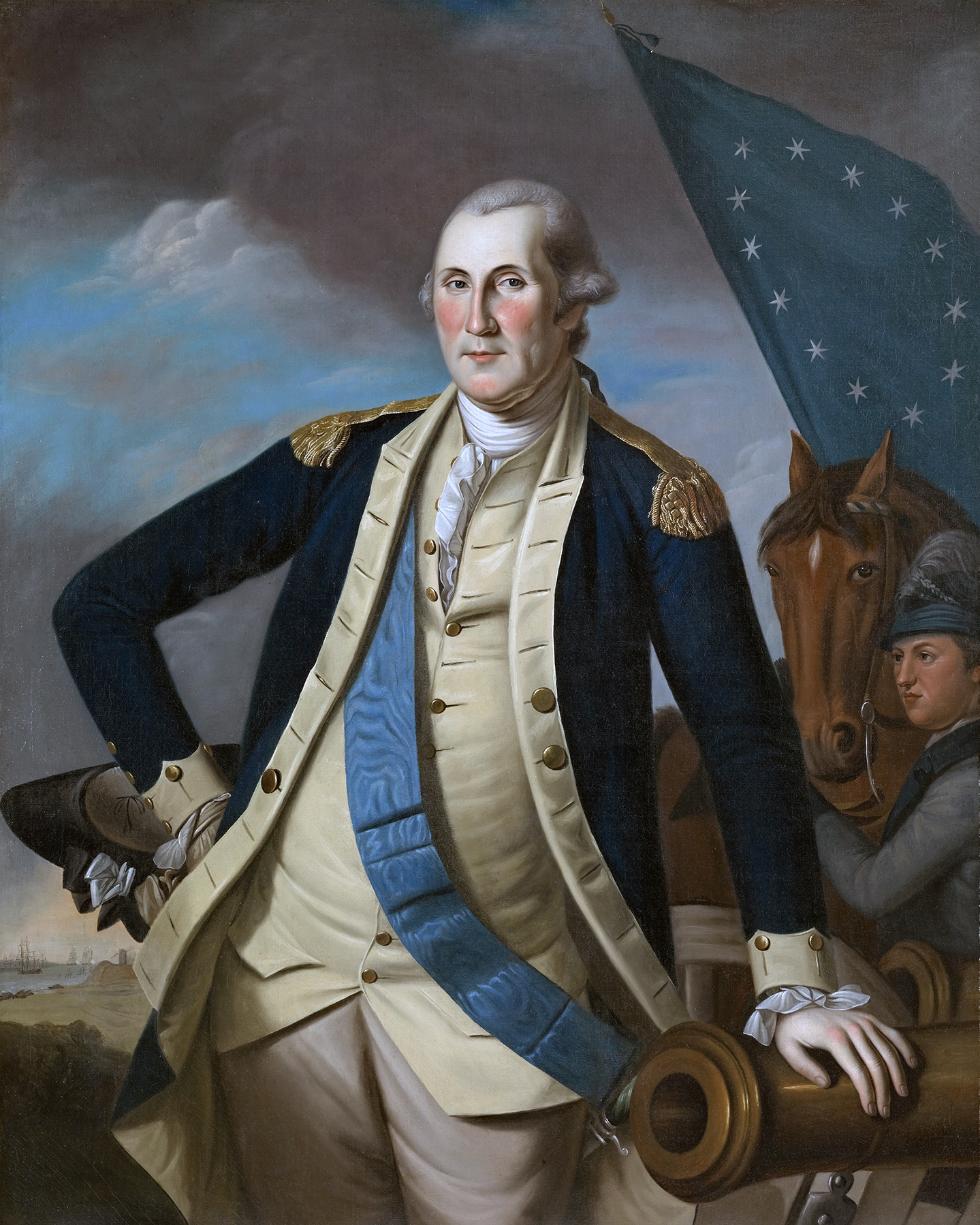
George Washington par Charles Willson Peale, vers 1780-1782

L'un par Charles Willson Peale (1741 - 1827), et l'autre dit, The Constable-Hamilton Portrait, par Gilbert Stuart (1755 - 1828),.
Charles Willson Peale peint George Washington comme un chef militaire détendu mais puissant portant l'écharpe bleue du commandant en chef de l'armée continentale.
The Constable-Hamilton Portrait, fut peint à la demande du marchand William Kerin Constable pour son ami Alexander Hamilton, secrétaire au Trésor sous la présidence de Washington. Le portrait fut vendu aux enchères par Sotheby's pour 8 136 000 US$ au Crystal Bridges Museum of American Art, Bentonville.

### La Collection Alfred Stieglitz
En 1949, l'artiste Georgia O'Keeffe fait don de 101 œuvres d'art, allant des masques africains aux peintures modernistes, à l'Université Fisk de Nashville, Tennessee.
La plupart des objets ont été rassemblés par le défunt mari d'O'Keeffe, Alfred Stieglitz, photographe, galeriste et défenseur infatigable des modernistes américains.
Un partenariat entre l'Université Fisk et Crystal Bridges permet de partager cette importante collection entre Nashville et Bentonville sur une base semestrielle.

### Donation Francis V. O'Connor
Le musée Crystal Bridges fut le bénéficiaire d'une partie de la succession de Francis V. O'Connor (1937-2018), célèbre historien de l'art, poète et artiste originaire de New York.
O'Connor fut un chef de file dans le domaine de l'histoire de l'art, lançant des bourses d'études sur les artistes visuels et muralistes américains ayant travaillé sur les projets artistiques du New Deal des années 1930 (il s'agissait d'une initiative parrainée par le gouvernement pour stimuler l'économie en commandant des artistes sous l'administration Roosevelt ). Il fut également un des grands spécialistes de Jackson Pollock (1912-1956), et l'auteur du catalogue raisonné de l'artiste, dont font partie deux des peintures de la collection Crystal Bridges.
La donation est composée de sa collection personnelle d'art, ainsi que de ses archives. On y trouve plusieurs toiles de Jackson Pollock et Jacob Kainen, des photographies de Berenice Abbott et Man Ray, ou encore des dessins de Aline Fruhauf.